# Porta Gia Ton Ourano
Porta Gia Ton Ourano (грец. Πόρτα Για Τον Ουρανό, укр. Двері в небо) — пісня грецької співачки Єлени Папарізу, перший сингл її третього студійного альбому Vrisko To Logo Na Zo.

## Історія видання
Офіційна прем'єра пісні відбулась 8 квітня 2008 року, коли вперше прозвучала в ефірі радіостанції Cosmoradio в Салоніках. В Афінах пісня дебютувала на хвилях Sfera Radio. Після цього пісня зазвучала на всіх радіостанціях Греції та Кіпру.
Музичне відео відзняв Александрос Грамматопулос 8 квітня 2008 року. Прем'єра кліпу відбулася 15 квітня 2008 року на телеканалі MAD TV. Відео одразу очолило MAD TV Top 50.
| Регіон | Дата          | Лейбл    | Формат                      |
| ------ | ------------- | -------- | --------------------------- |
| Греція | 8 квітня 2008 | Sony BMG | радіо-сингл                 |
| Греція | 9 травня 2008 | Sony BMG | завантаження через інтернет |
| Кіпр   | 8 квітня 2008 | Sony BMG | радіо-сингл                 |

## Позиції в чартах
| Чарт                        | Пікова позиція |
| --------------------------- | -------------- |
| Greek Airplay Chart         | 1              |
| Greek Digital Singles Chart | 1              |